# Stoppeæg
Et stoppeæg er et træredskab, der benyttes under arbejdet med at stoppe strømper.
Trods navnet har redskabet ikke altid form som et æg men oftest som en paddehat. Stilken/skaftet kan ofte skrues af og er hult, så det kan indeholde et par stoppenåle. Stoppeægget kan være malet, så det ligner en rød fluesvamp, men det er ikke altid tilfældet.
Ægget anbringes inde i strømpen, så hullet ligger udstrakt oven på toppen af ægget. Derved er det nemmere at udføre stoppearbejdet; strømpen holdes udspilet, og ægget fungerer som modhold for nålen.
Et stoppeæg var tidligere en nødvendig del af en ung piges udstyr, men benyttes næppe meget i dag. Indtil for få år siden, kunne man stadig købe stoppeæg hos Salling.